# 鹿児島県立加治木工業高等学校
鹿児島県立加治木工業高等学校（かごしまけんりつかじきこうぎょうこうとうがっこう）は、鹿児島県姶良市加治木町新富町にある県立工業高等学校。姶良市地区において、「工業」は鹿児島工業よりも、本校を指す場合が多い。

## 設置学科
- 工業化学科 (C) - Chemistry
- 機械科 (M) - Machine
- 土木科 (P) - Public
- 電気科 (E) - Electric
- 建築科 (A) - Architecture
- 電子科 (R) - Radio

## 沿革
- 1910年（明治43年）7月 - 姶良郡立工業徒弟学校として開校
- 1923年（大正12年）4月 - 鹿児島県加治木工業学校と改称
- 1948年（昭和23年）4月 - 加治木中学校（旧制）・加治木高等女学校と統合され、鹿児島県加治木高等学校となる
- 1949年（昭和24年）5月 - 加治木高等学校から独立し鹿児島県加治木工業高等学校となる
- 1956年（昭和31年）2月 - 校歌制定
- 1956年（昭和31年）4月 - 鹿児島県立加治木工業高等学校と改称
- 2010年（平成22年） - 創立100周年記念式典挙行

## 出身者
- 飯伏幸太（プロレスラー）
- 地頭方一男（プロ野球選手）
- 池ノ上孝司（ハンドボール選手）